# Bermuda Run
Bermuda Run è una città degli Stati Uniti d'America situata nella Carolina del Nord, nella Contea di Davie.